# Santadi
Santadi (sardinski: Santàdi) je grad i općina (comune) u pokrajini Južnoj Sardiniji u regiji Sardiniji, Italija. Nalazi se na nadmorskoj visini od 135 metara i ima 3 439 stanovnika.
 Prostire se na 116,49 km². Gustoća naseljenosti je 30 st/km².
Susjedne općine su: Assemini, Domus de Maria, Nuxis, Piscinas, Pula, Teulada, Villa San Pietro i Villaperuccio.